# Szthaviraváda
A szthaviraváda,  szthavira nikája, vagy sztháviríja (szanszkrit: स्थविर; kínai: 上座部, pinjin: Shàngzuò Bù, magyarul szó szerint: "Az idősek szektája") korai buddhista iskola volt, a korai buddhizmus két fő iskolája közül az egyik, amely az elő-szektariánus buddhizmus egyházszakadásakor szakadt szét a mahászánghika iskolától.

## Tudományos nézete

### Eredete
A legtöbb forrás szerint szthaviraváda irányzat a második buddhista tanácskozás után keletkezett. Az egyes hagyományok tanácskozással kapcsolatos beszámolói ellentmondásosak, de egyetértenek abban, hogy ekkor történt a szangha nagy szétválása Szthaviraváda és a Mahászanghika iskolákra. Az okokat illetően nincs egyetértés.
A nagy egyházszakadás egyik lehetséges oka az volt, hogy nem értettek egyet az arhattal kapcsolatos öt elméletben - feltehetőleg Mahadeva, aki később megalapította a mahászanghika iskolát. Az öt elméletet visszautasító szerzetesek (bhikkhuk) magukat "szthavira" néven illették, mintegy megkülönböztetésül a mahászanghikától. Ez az elképzelés egy későbbi forrásra hivatkozik, egy páli nyelvű történelemkönyvre (Mahávansza). Vaszumitra kínai és tibeti nyelven megőrzött szamajabhedoparacsanacsakra című története ennél korábbi forrás (i.sz. 100 körül). Ebben nem esik szó semmilyen Mahadeváról. Pedig részletesen, név szerint felsorolja azokat, akik elfogadták és akik elutasították az öt elméletet.(p. 42)
Andrew Skilton szerint a két ellentmondásos történet problémáját megoldja a mahászanghika Sáriputrapariprccsá, amely a szakadásról szóló beszámolók legrégibb forrása. Eszerint a tanácskozást Pátaliputrában hívták össze, azért, hogy megvitassanak a vinajával (szerzetesek magaviseleti szabályzata) kapcsolatos dolgokat, és a szakadás abból fakadt, hogy a többség (mahászanghák) nem fogadta el a kisebbség (sztharivák) által a vinajához hozzáadni kívánt új szabályokat. Ezért a mahászanghák úgy tekintettek a szthavirákra, mint akik el akarnak szakadni a csoporttól, annak ellenére, hogy ők akarták megmásítani az eredeti vinaját.

### Nyelv
Buton Rincsen Drub tibeti történész szerint a mahászanghikák a prákrit nyelvet, a  szarvásztivádák a szanszkritot, a szthavirák a Paisácsit és a szammatíják az apabhramsa dialektust használták.

### Hagyatéka
A szthavira nikája később további iskolákra oszlott fel:
- Szarvásztiváda
- Vatszíputríja
- Vibhadzsjaváda (páli: Vibhaddzsaváda)

A vibhadzsjaváda ágból több irányzat is kinőtt:(p. 61)
- Mahísászaka
- Dharmaguptaka
- Kásjapíja
- Támraparníja, később "théraváda"

### Kapcsolat a théraváda iskolával
Srí Lanka és Délkelet-Ázsia théraváda iskolája saját magát kizárólag a szthavira irányzattal azonosítja, ahogyan a páli thera megfelel a szanszkrit szthavira szónak. Emiatt a korai nyugati történészek azt feltételezték, hogy a két iskola teljesen ugyanaz. Pedig ez nem igaz, hiszen Asóka király idejére a szthavira szekta feloszlott a szammitíja, a szarvásztiváda és a vibhadzsjaváda iskolákra.
A vibhadzsjaváda is további iskolákra bomlott szét, mint például a mahísászaka iskola és a théraváda iskola elődje. Damien Keown angol buddhista bioetikus szerint nincs rá történelmi bizonyíték, hogy a théraváda iskola hamarabb jelent volna meg mint a nagy buddhista egyházszakadás után 200 évvel történt harmadik buddhista tanácskozás.